# Parafia Matki Bożej Fatimskiej w Koziegłowach

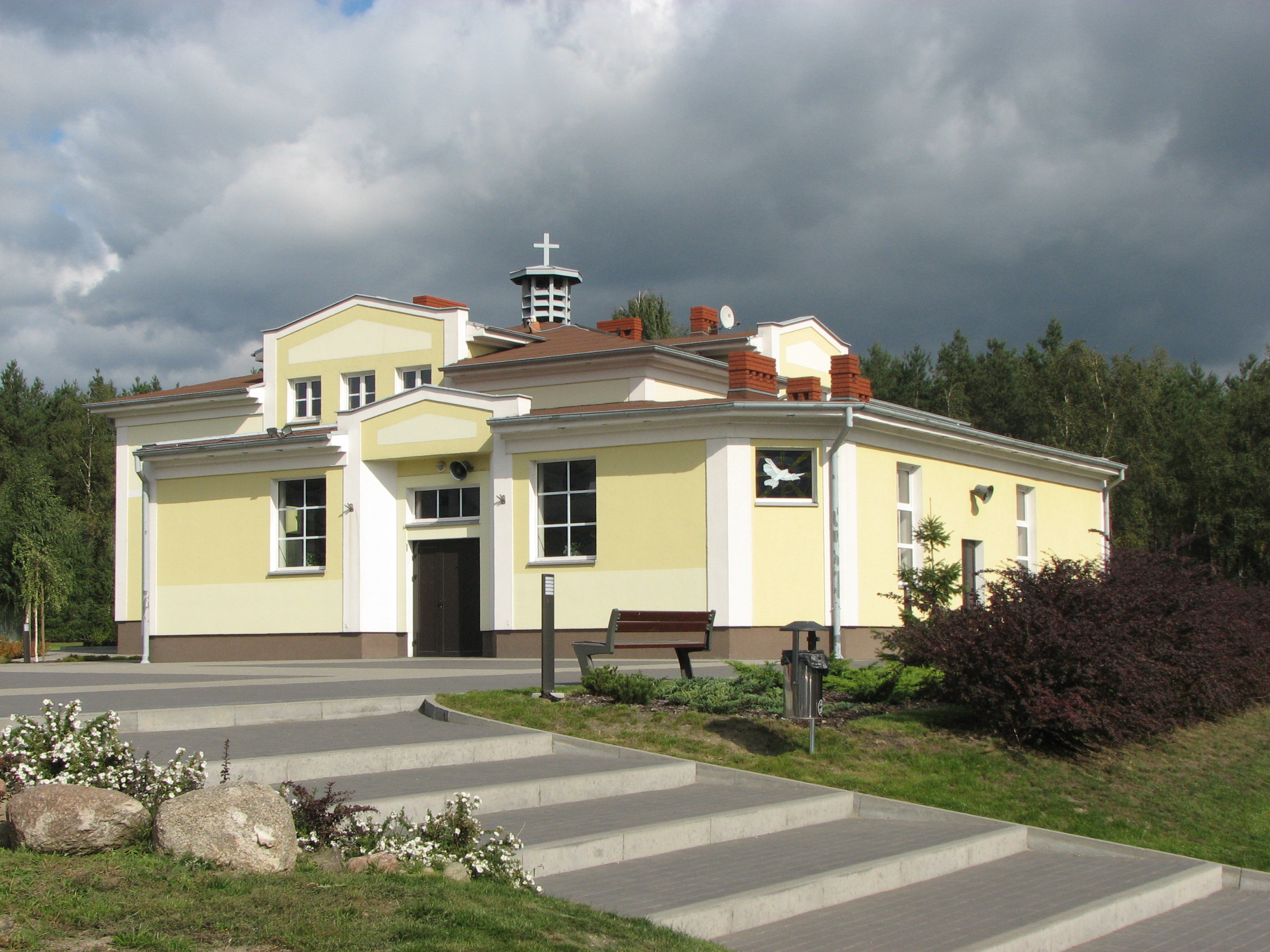
dawna kaplica parafialna (2008)

Parafia Matki Bożej Fatimskiej w Koziegłowach – parafia w dekanacie czerwonackim obejmująca część osiedla Leśnego, ul. Piłsudskiego w Koziegłowach oraz osiedla w Czerwonaku. Proboszczem jest ks. kan. Jerzy Ranke. Funkcję kościoła parafialnego pełni kaplica wybudowana w latach 1999–2002.

## Powstanie parafii
Inicjatorem powstania nowej parafii dla rozwijającego się osiedla Leśnego był w 1992 roku ksiądz Karol Biniaś, proboszcz parafii pw. św. Brata Alberta w Koziegłowach. Ksiądz arcybiskup Juliusz Paetz zlecił przygotowanie i rozpoczęcia budowy nowego kościoła wikariuszowi tej parafii, księdzu Andrzejowi Krusiowi. 
Po okresie przygotowań od maja do grudnia 1999 została wybudowana kaplica parafialna. 31 grudnia 2000 ksiądz arcybiskup Juliusz Paetz erygował nową parafię pod wezwaniem Matki Bożej Fatimskiej i poświęcił nową kaplicę. Proboszczem został mianowany ksiądz Andrzej Kruś.

## Budowa kościoła
Od 2016 roku w sąsiedztwie  istniejącej kaplicy trwa budowa kościoła parafialnego. 13 maja 2019 Stanisław Gądecki, arcybiskup metropolita poznański dokonał poświęcenia kamienia węgielnego. Kościół oficjalnie poświęcony i otwarty 13.10.2022.

## Proboszczowie
- 2001–2004 – ks. Andrzej Kruś
- 2004–2010 – ks. Tomasz Górny
- 2010–2017 – ks. Błażej Stróżycki
- od 2017 – ks. mgr lic. kan. Jerzy Ranke

## Nabożeństwa
- msze święte:
  - w niedziele i święta: 8:00, 10:00 (suma), 12:00 (dla dzieci), 15:00, 19:00 (dla młodzieży)
  - w soboty 8:00, 18:00
  - w ciągu tygodnia: 18:00

## Grupy parafialne
- Żywy Różaniec
- parafialny zespół Caritas
- Stowarzyszenie Twórcze Mamy
- Duszpasterstwo Młodzieży „Ślad”